# Hans Steinegger
Hans Steinegger (* 22. Mai 1885 in Innsbruck; † 9. Februar 1962 ebenda) war ein österreichischer Politiker der Christlichsozialen Partei (CSP).

## Ausbildung und Beruf
Hans Steinegger ist der Bruder von Otto Steinegger. Nach dem Besuch der Volks- und Unterrealschule wurde er Postbediensteter und später Postoberoffizial. Er verfasste zahlreiche Artikel politischen und wirtschaftlichen Inhalts.

## Politische Funktionen
- Mitglied des Innsbrucker Gemeinderates
- Vertrauensmann der Christlichen Arbeiter Tirols

## Politische Mandate
- 4. März 1919 bis 9. November 1920: Mitglied der Konstituierenden Nationalversammlung, CSP
- 10. November 1920 bis 18. Mai 1927: Mitglied des Nationalrates (I. und II. Gesetzgebungsperiode), CSP